# Pomilio BVL-12
Il Pomilio BVL-12, citato anche come Engineering Division BVL-12, fu un bombardiere leggero monomotore biplano progettato dall'azienda aeronautica statunitense Pomilio Brothers Co. e realizzato in limitato numero di esemplari dalla Engineering Division della Aviation Section, U.S. Signal Corps nei tardi anni dieci del XX secolo.
Realizzato per equipaggiare i reparti del neoistituito Air Service dello United States Army, componente aerea dell'esercito degli Stati Uniti, non superò mai la fase di prototipo.

## Storia del progetto
Dopo il termine della prima guerra mondiale, nella quale gli Stati Uniti intervennero solo nella fase finale, lo US Army sentì l'esigenza di istituire un servizio aeronautico di supporto alle operazioni a terra iniziando a valutare dei modelli di aereo adatti allo scopo.
A tale scopo la Pomilio Brothers, azienda fondata ad Indianapolis, nello stato federale dell'Indiana, da Ottorino Pomilio con i fratelli Ernesto e Alessandro, sviluppò un velivolo derivato dai PD e PE, prodotti in Italia adatto a missioni di bombardamento. Sottoposto alla supervisione degli organi militari statunitensi, questi, in data 21 settembre 1918, decisero di sottoscrivere un contratto per la fornitura di alcuni esemplari destinati alla valutazione.
Il modello, realizzato con struttura lignea e fusoliera e ricopertura dei piani alari in compensato, era caratterizzato dalla velatura biplana con piani alari di ugual apertura collegati tra loro da una tripla coppia di montanti per lato, ed equipaggiato con un motore Liberty L-12, un 12 cilindri a V raffreddato a liquido da 400 hp (298 kW).
Le fonti non sono chiare nel definire gli esemplari prodotti, o cinque o sei, e da chi, o direttamente nello stabilimento Pomilio Brothers o dalla Engineering Division della Aviation Section, U.S. Signal Corps, è certo comunque che le prestazioni fornite non furono giudicate soddisfacenti e il modello non venne avviato alla produzione in serie.

## Utilizzatori
Stati Uniti
- United States Army
  - United States Army Air Corps